# Байам Мартин (остров)

Остров Байам Мартин (на английски: Byam Martin) е 33-тият по големина остров в Канадския арктичен архипелаг. Площта му е 1150 км2, която му отрежда 42-ро място по големина в Канада. Административно островът е част от канадската територия Нунавут. Необитаем.
Островът се намира в централната част на архипелага, в северната част на широкия проток Вайкаунт-Мелвил, в южния вход на протока Байам Мартин, разделящ о-вите Батърст (Камерън, Ил Вание, Маси и Александър) на изток и остров Мелвил на запад. На северозапад 27-километровият проток Байам го отделя от остров Мелвил, а на изток 35-километровият проток Остин – от остров Батърст.
Бреговата му линия с дължина 145 км е слабо разчленена. По форма островът прилича на яйце с дължина 46 км и ширина 37 км. Релефът е равнинен и нискохълмист. Максимална височина 153 м в югозападната част на острова. От там, радиално във всички посоки към крайбрежието през краткото арктическо лято се стичат малки реки и потоци.
Островът е открит през април 1819 г. от експидицията на Уилям Едуард Пари и е кръстен от него в чест на английския адмирал сър Томас Байам Мартин (1773 – 1854). През 1851 г. е детайлно изследван и картиран от Френсис Макклинток, участник в експедицията на Хорацио Остин.
|  | Тази страница частично или изцяло представлява превод на страницата „Байам-Мартин“ в Уикипедия на руски. Оригиналният текст, както и този превод, са защитени от Лиценза „Криейтив Комънс – Признание – Споделяне на споделеното“, а за съдържание, създадено преди юни 2009 година – от Лиценза за свободна документация на ГНУ. Прегледайте историята на редакциите на оригиналната страница, както и на преводната страница, за да видите списъка на съавторите. ВАЖНО: Този шаблон се отнася единствено до авторските права върху съдържанието на статията. Добавянето му не отменя изискването да се посочват конкретни източници на твърденията, които да бъдат благонадеждни. |